# Biserica romano-catolică din Troița

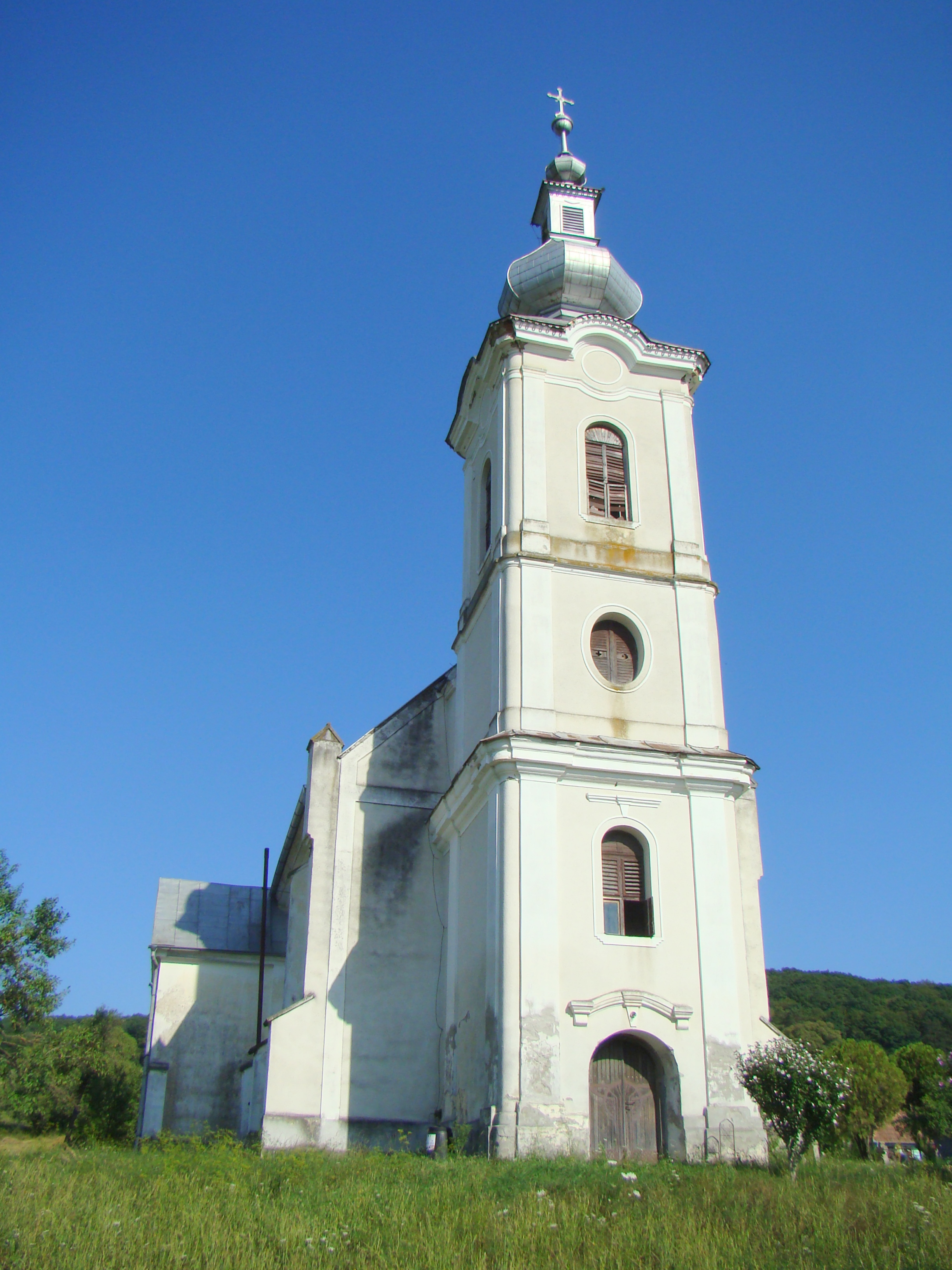
Biserica romano-catolică din Troița, comuna Gălești, județul Mureș (august 2017)

Biserica romano-catolică din Troița este un lăcaș de cult aflat pe teritoriul satului Troița, comuna Gălești, județul Mureș. Turnul bisericii figurează în lista monumentelor istorice sub codul LMI:  MS-II-m-A-16054.

## Localitatea
Troița  (în maghiară Szentháromság) este un sat în comuna Gălești din județul Mureș, Transilvania, România. Menționat pentru prima oară în 1332, cu denumirea Sancta Trinitate.

## Biserica
Până la Reformă, în sat au trăit doar catolici. În 1332 preotul Péter este menționat în lista dijmelor papale. După Reforma Protestantă unitarienii au devenit predominanti și au folosit vechea biserică medievală. În jurul anului 1740 catolicii, care reapăruseră în localitate, și-au construit o capelă mică din lemn. În 1752 numărul catolicilor crescuse, nu mai încăpeau în mica lor capelă de lemn, iar nobilii catolici din zonă s-au adunat la 30 martie 1752, luând de la pastorul unitarian cheia vechii biserici, închinată Sfintei Treimi. Ocuparea bisericii nu a mers atât de lin. Până la 17 aprilie, s-au strâns mulți unitarieni înarmați, din Târgu Mureș și Odorheiu Secuiesc, și au luat cu asalt biserica, sacramentul și altarul fiind scoase din biserică. După un lung litigiu judiciar, biserica a fost atribuită catolicilor în 1764.
Biserica veche fost demolată la sfârșitul secolului al XIX-lea și a fost reconstruită în 1904. Turnul vechii biserici, datând din secolul al XV-lea, s-a păstrat și figurează în lista monumentelor istorice.

## Imagini din exterior

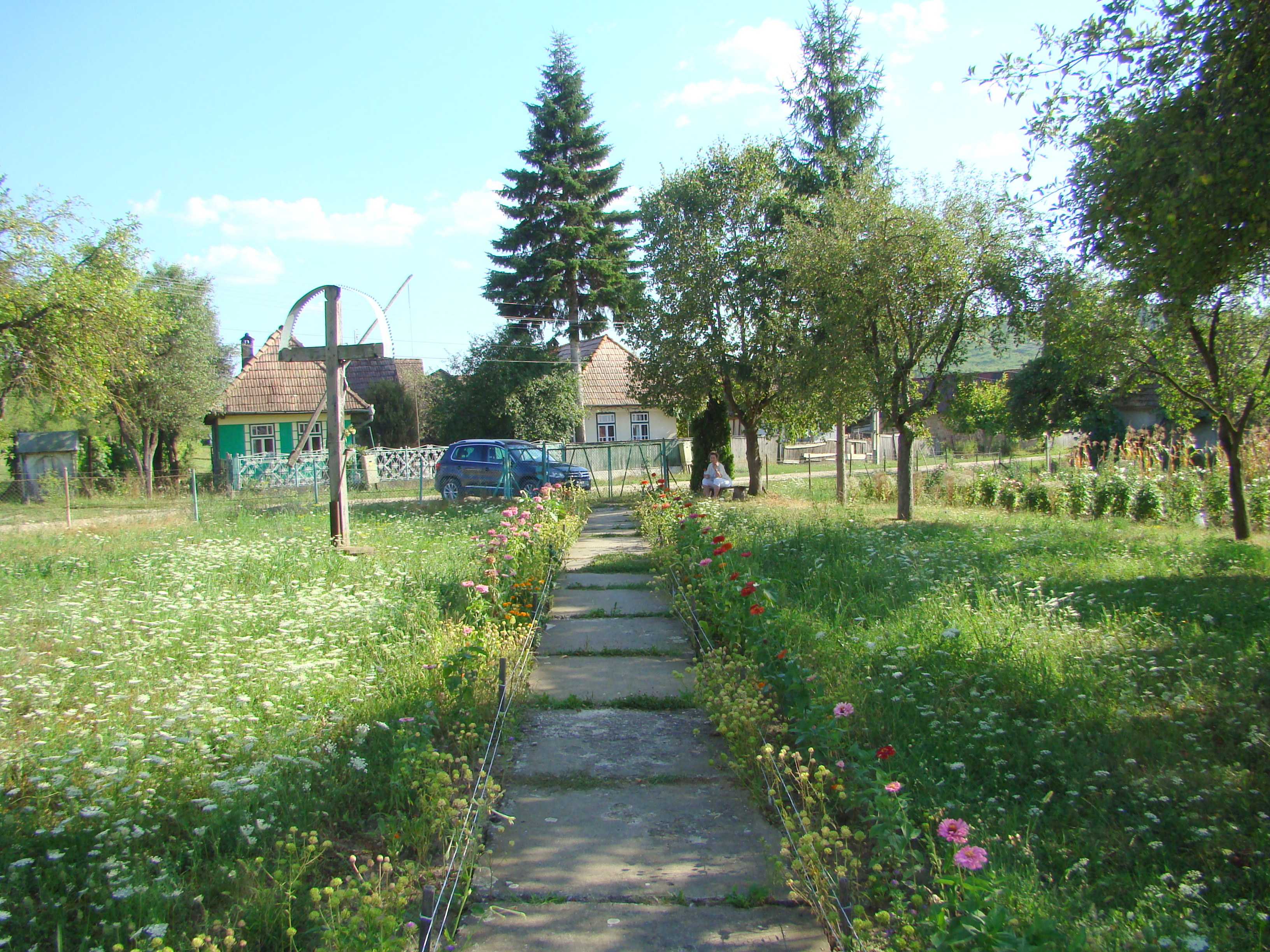
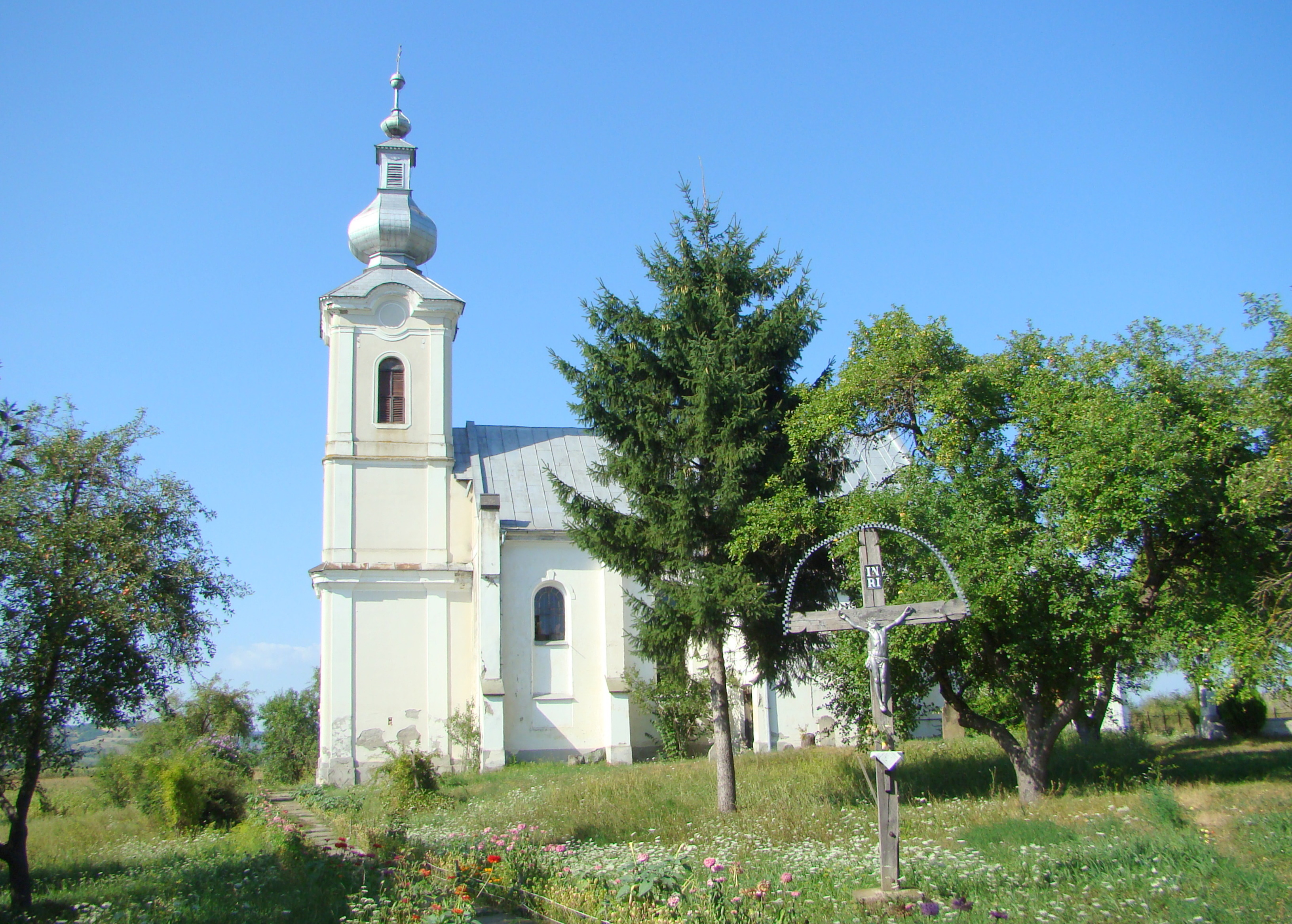
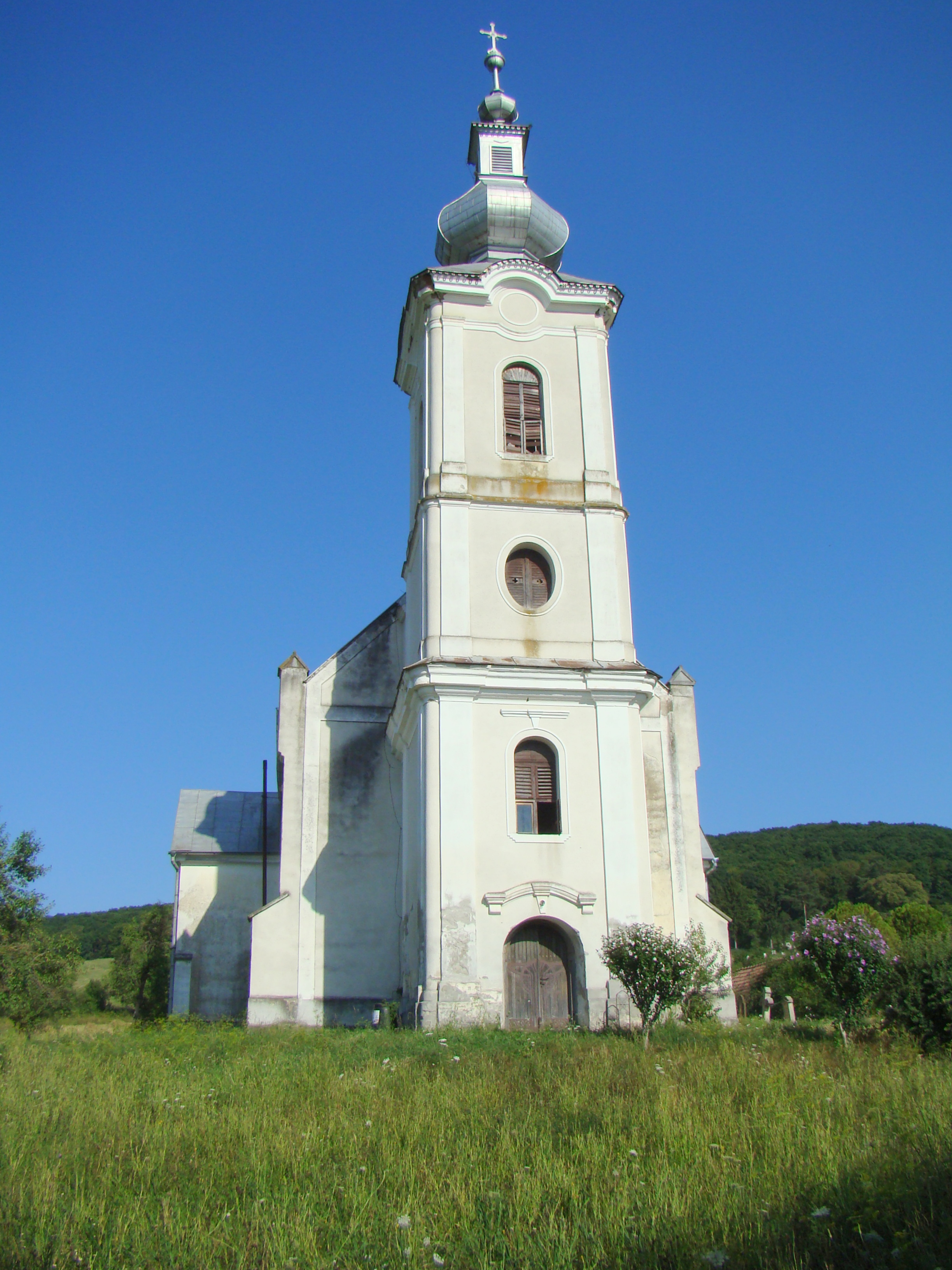
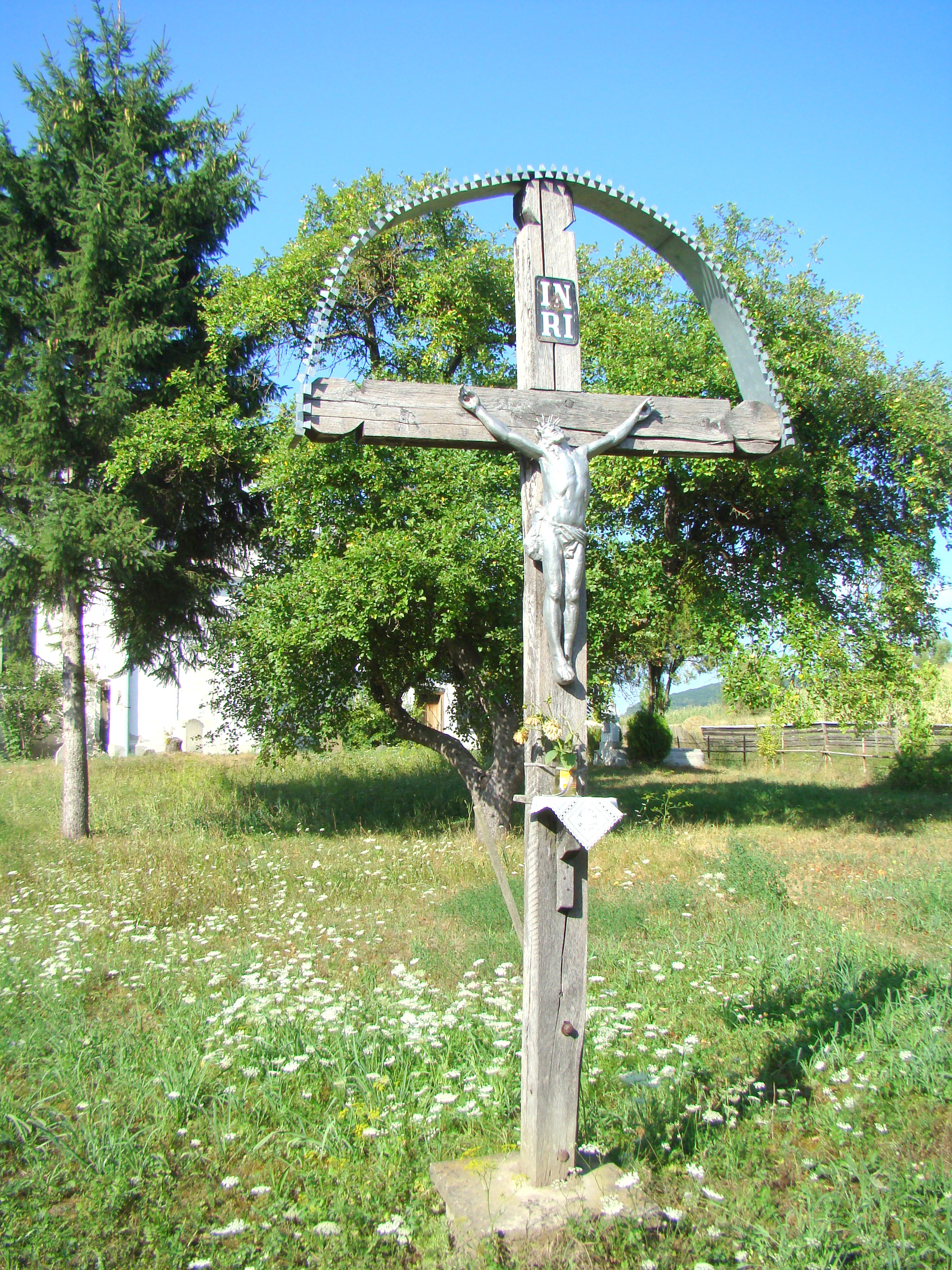
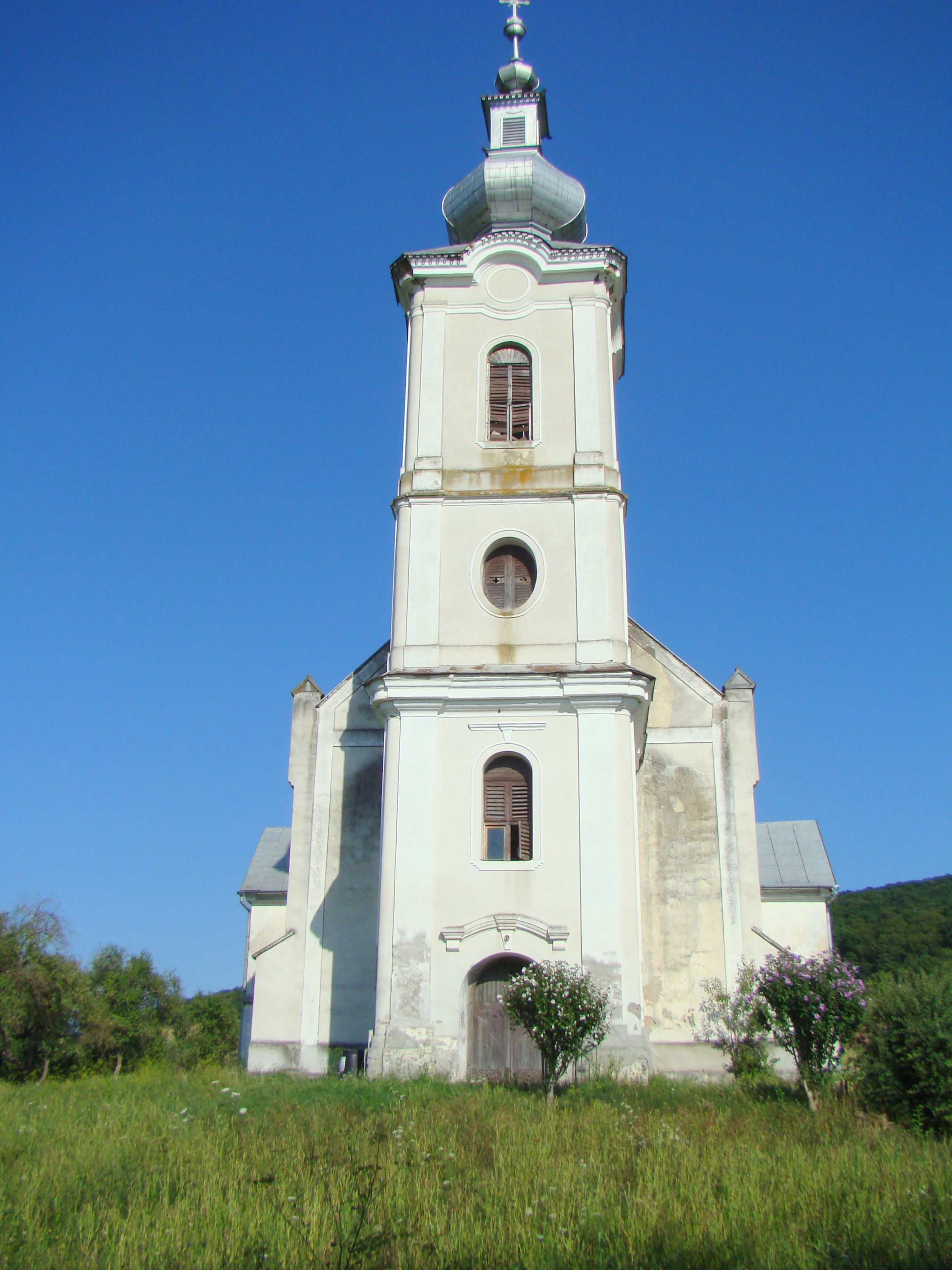
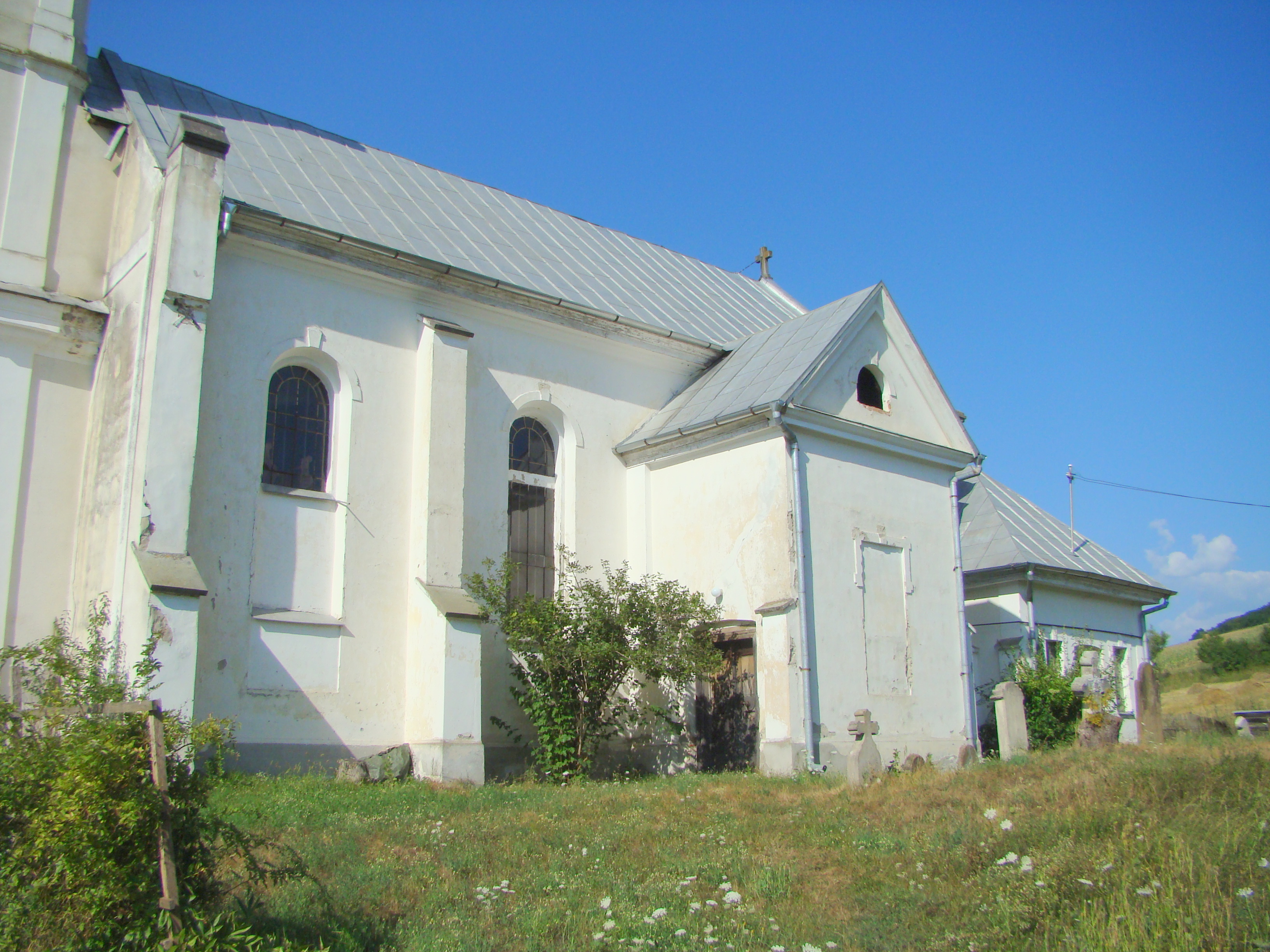
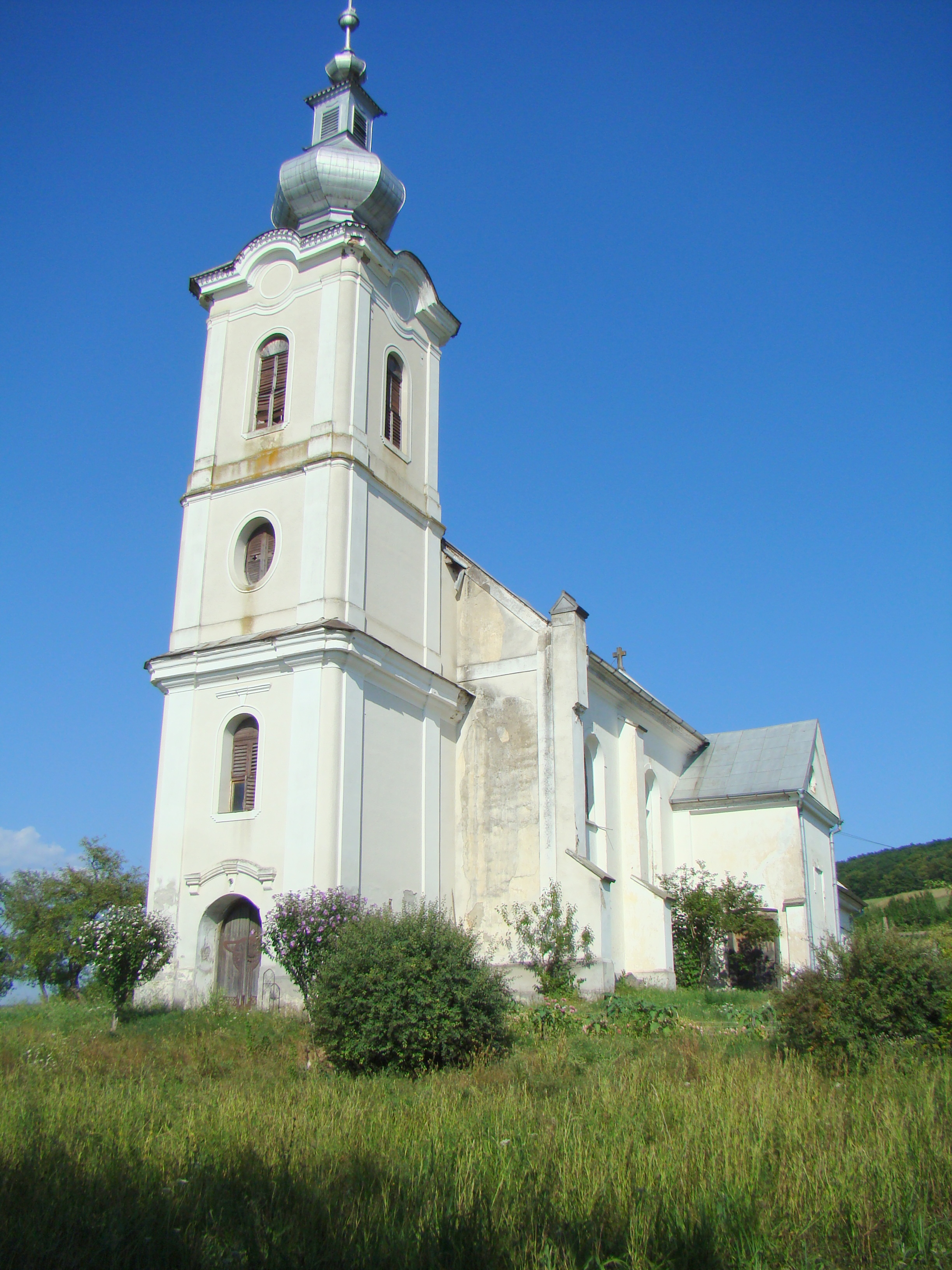
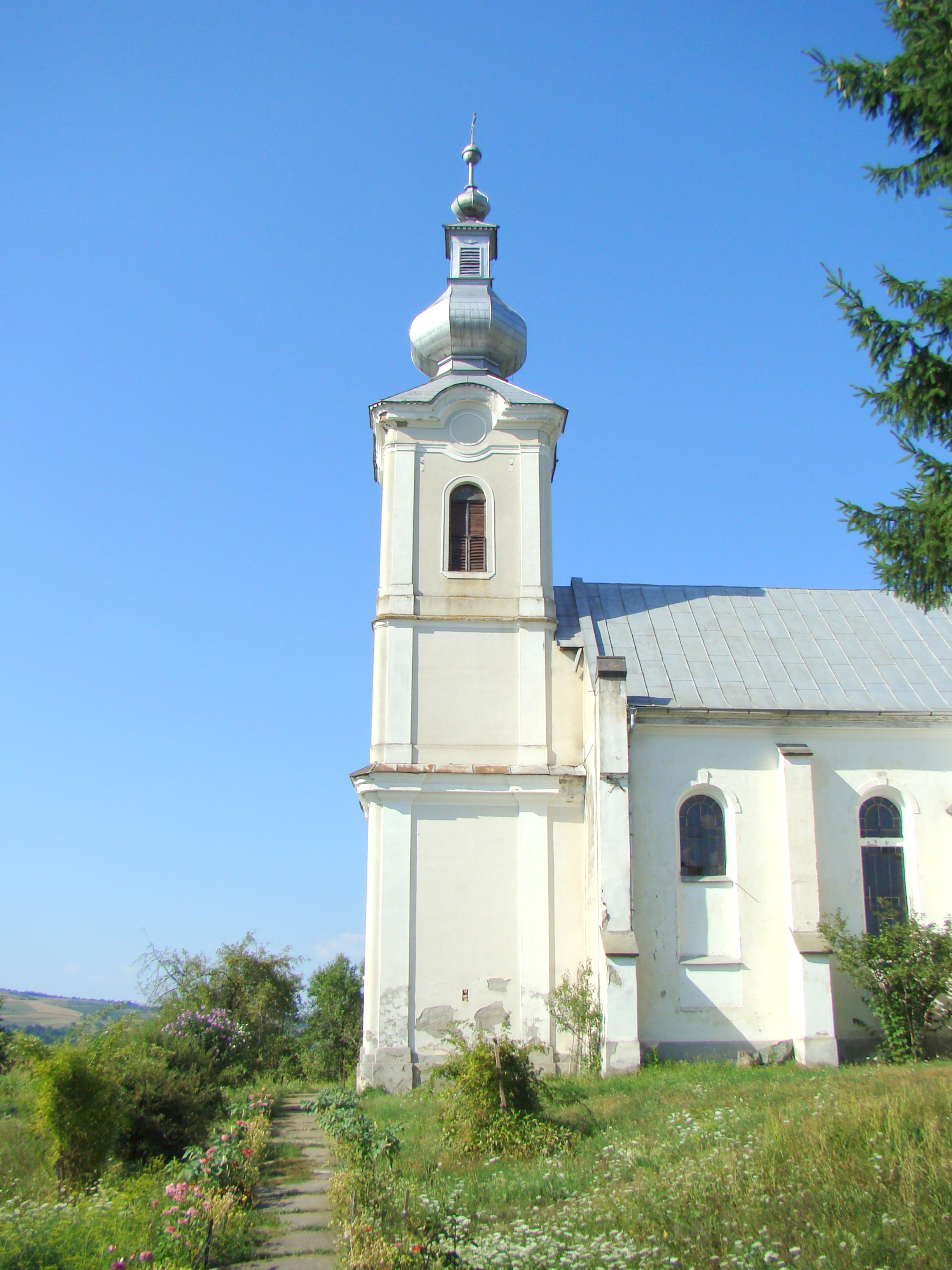
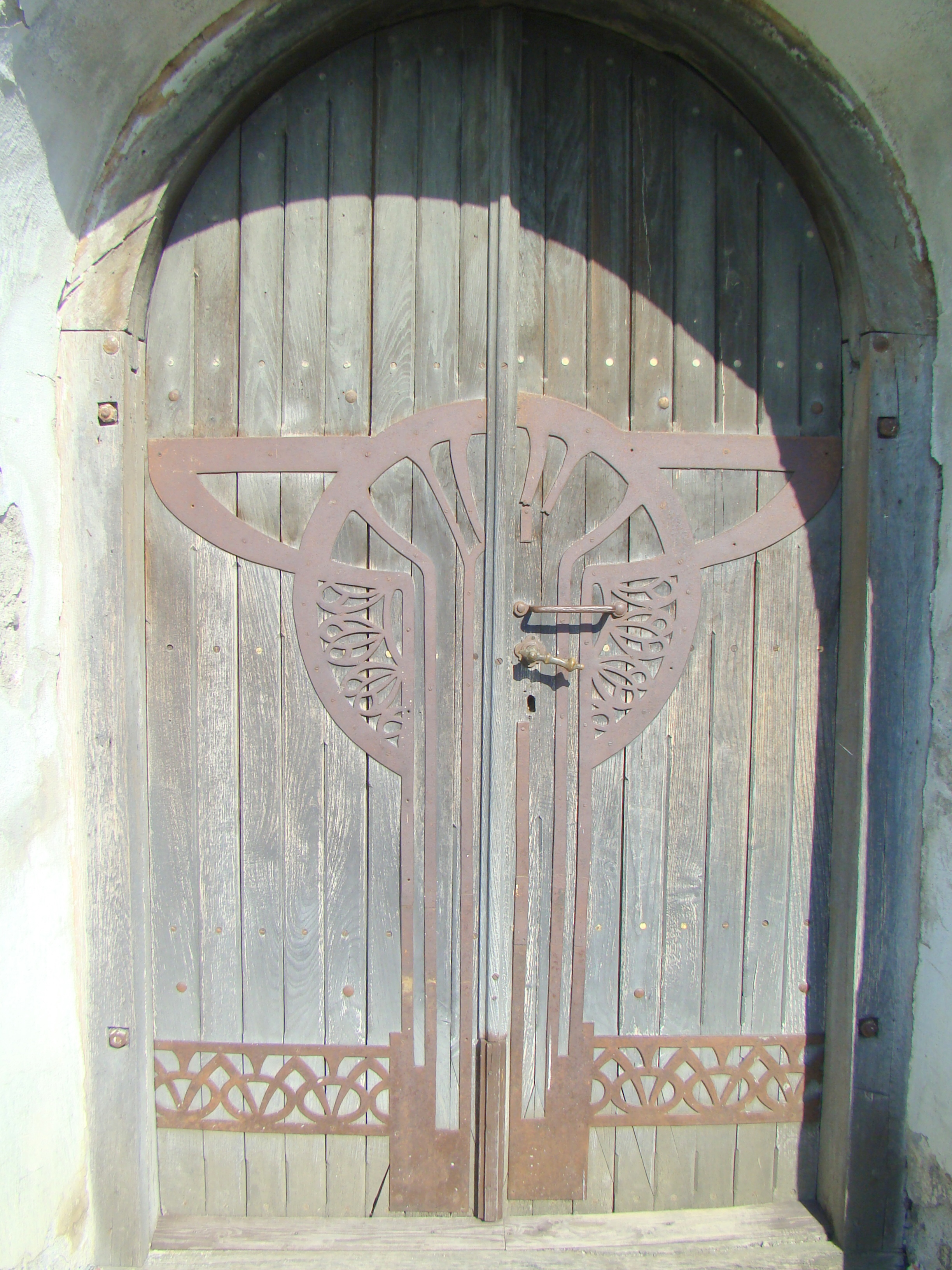
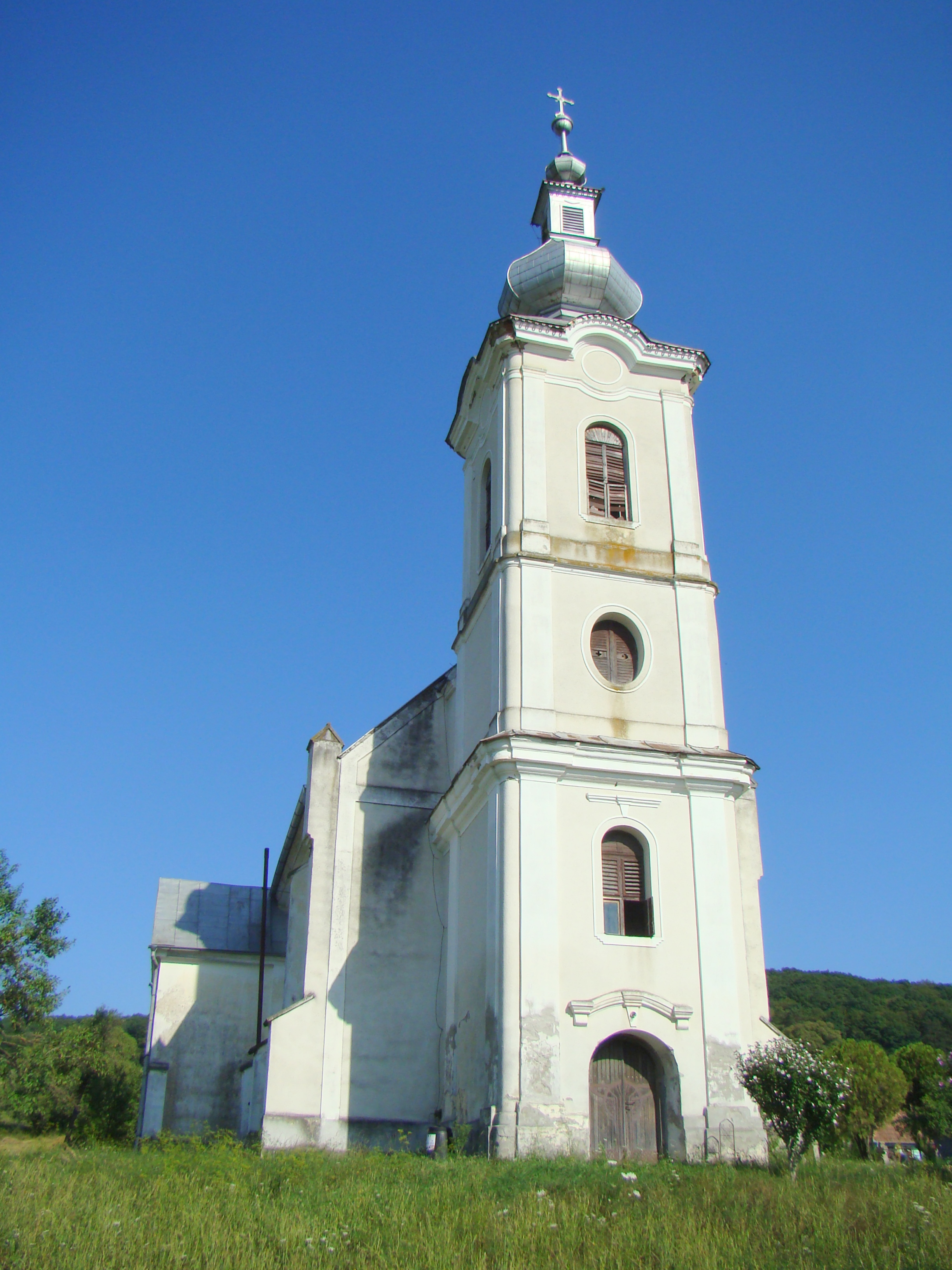
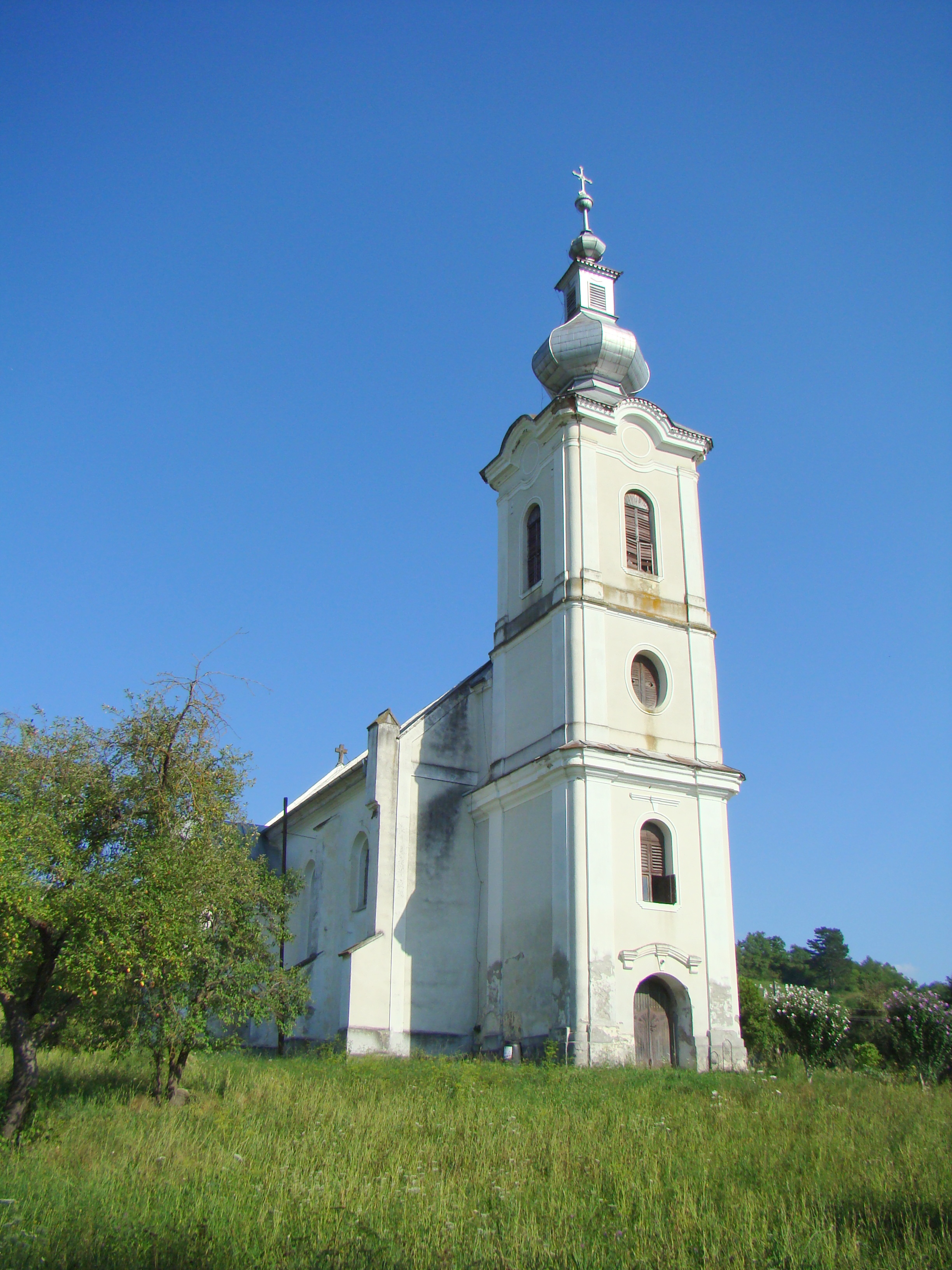
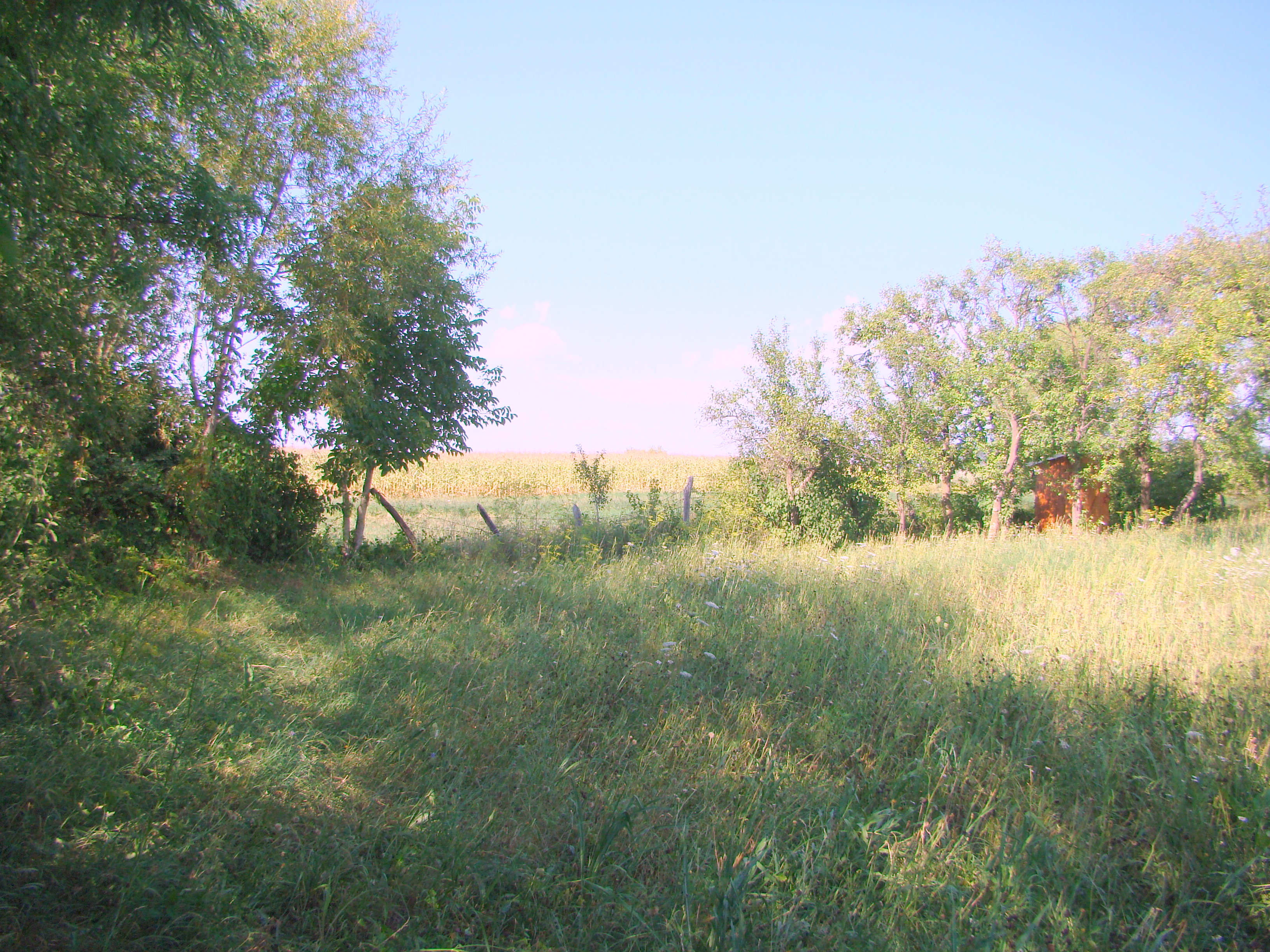

## Vezi și
- Troița, Mureș